# Tytthoscincus biparietalis
Tytthoscincus biparietalis — вид сцинкоподібних ящірок родини сцинкових (Scincidae). Ендемік Філіппін.

## Поширення і екологія
Tytthoscincus biparietalis мешкають на островах архіпелагу Сулу на заході Філіппін. Вони живуть у вологих рівнинних тропічних лісах. Відкладають яйця.

## Збереження
МСОП класифікує цей вид як такий, що перебуває під загрозою зникнення. Tytthoscincus biparietalis загрожує знищення природного середовища.